# Шимоните, Ингрида
Ингрида́ Шимони́те (лит. Ingrida Šimonytė; род. 15 ноября 1974, Вильнюс, Литовская ССР, СССР) — литовский государственный и политический деятель. Премьер-министр Литвы с 11 декабря 2020 по 12 декабря 2024 года, депутат Сейма с 2016 года. В прошлом — министр финансов Литвы (2009—2012), кандидат на должность президента Литвы на выборах в 2019 и 2024 годах.

## Детство и образование
Родилась 15 ноября 1974 года в Вильнюсе.
В 1992 году окончила вильнюсскую среднюю школу № 7 (ныне Жирмунайская гимназия). Окончила экономический факультет Вильнюсского университета, в 1996 году получила степень бакалавра в области бизнес-администрирования и менеджмента, в 1998 году — степень магистра экономики.
Работала главным экономистом, начальником отдела, затем директором департамента в налоговом отделе министерства финансов Литвы в 1997—2004 годах. В 2004—2009 годах — заместитель министра финансов. В 2009—2012 годах — министр финансов в кабинете Андрюса Кубилюса.
В 2013 году была назначена членом правления Банка Литвы. Ушла в отставку 31 октября 2016 года в связи с избранием депутатом Сейма. Параллельно с выполнением должностных обязанностей преподавала экономику в Институте международных отношений и политических наук, а также государственные финансы в Университете менеджмента и экономики ISM. В 2014—2016 годах была председателем совета Вильнюсского университета.
По результатам парламентских выборов 2016 года избрана депутатом Сейма по Антакальнисскому избирательному одномандатному округу в Вильнюсе от Союза Отечества — Литовских христианских демократов. Председатель Комитета по аудиту, член Комитета по европейским делам, Комиссии по борьбе с коррупцией (2016—2019), Комиссии по правам людей с ограниченными возможностями (2017—2020).
4 ноября 2018 года победила с результатом в 78,71 % на праймериз по определению кандидата от партии Союза Отечества — Литовских христианских демократов на президентских выборах в 2019 году, опередив своего конкурента — дипломата Вигаудаса Ушацкаса. В 1-м туре, 12 мая 2019 года получила 31,15 % голосов, во 2-м туре 26 мая — 32,86 % голосов, уступив Гитанасу Науседе.
Переизбрана депутатом Сейма на выборах 2020 года в Антакальнисском одномандатном округе. После победы на парламентских выборах в октябре 2020 года партии Союз Отечества — Христианские демократы Литвы, список которой возглавила Шимоните, 25 ноября 2020 года президент Литвы Гитанас Науседа своим декретом (вступающим в силу в тот же день) назначил Ингриду Шимоните премьер-министром. 11 декабря 2020 года правительство Шимоните принесло присягу.
Свободно владеет литовским, английским, русским и польским языками, а также имеет базовый уровень знания шведского языка.

## Личная жизнь
Не замужем, детей нет.

## Награды
- Офицерским крест Ордена Витаутаса Великого (2015 год)[7].
- Орден князя Ярослава Мудрого II степени (28 декабря 2023 года, Украина) — за весомый личный вклад в укрепление межгосударственного сотрудничества, поддержку государственного суверенитета и территориальной целостности Украины, популяризацию Украинского государства в мире[8].